# Акимов, Владимир Ильич
Владимир Ильич Акимов (1924—1996) — вице-адмирал (1976), командир Средиземноморской эскадры (1972—1977), начальник штаба Черноморского флота (1977—1980), заместитель начальника ГУНиО МО (1982—1986).
Возглавлял кругосветную Антарктическую экспедицию 1982/83 годов на океанографическом исследовательском судне «Адмирал Владимирский» и «Фаддей Беллинсгаузен».

## Биография
Родился в Москве в семье военнослужащих. Русский.
В 1940 году поступил в московскую 1-ю специальную военно-морскую школу. В 1942—1944 годах учился в КВВМУ им. С. М. Кирова в Баку, затем на командных курсах.
В 1946 году назначен на Балтийский флот, где последовательно занимал должности командира БЧ, помощника командирара, командира тральщика, участвовал в боевом тралении мин на Балтийcком море. Как перспективный офицер был направлен на учебу на Высшие специальные офицерские курсы, после окончания которых в 1952 году продолжил службу на БФ в должности старшего помощника командира, а затем командира эсминца. Проявив большие организаторские и командирские способности, был объявлен лучшим командиром эсминца на Балтийском флоте.
После окончания в 1961 году Военно-морской академии направлен на Северный флот, где командовал подводной лодкой, с 1964 года назначен начальником штаба 46-й отдельной бригады пл, в 1965—1966 годах был её командиром. В 1969—1972 годах командовал 96-й бригадой 4-й эскадры подводных лодок.
В 1972—1977 гг. — зам. командира, затем командир Средиземноморской эскадры.
С 1977 года — начальник штаба Черноморского флота.
С 1980 года — заместитель начальника ГУНиО МО.
В 1978 г. окончил академические курсы по повышению квалификации при Генеральном штабе ВС СССР.
В 1982/83 г. возглавлял кругосветную Антарктическую экспедицию на эос «Адмирал Владимирский» и «Фаддей Беллинсгаузен». Во время плавания корабли обогнули 6-й континент, пройдя по маршруту первооткрывателей Антарктиды Ф. Ф. Беллинсгаузена и М. П. Лазарева на шлюпах «Восток» и «Мирный» 1819—1821 годов.
В ходе экспедиции было определено новое местоположение Южного магнитного полюса, уточнено положение 13 островов, открыто 178 подводных гор и возвышенностей, выполнен большой объем гидрологических и геофизических исследований.
После увольнения в отставку в 1984 году преподавал в ВМА, занимая должность старшего преподавателя.
Умер в 1996 году в Санкт-Петербурге, похоронен на Серафимовском кладбище.